# Liodóra (Arcadie)
Liodóra (grec moderne : Λιοδώρα) est une localité située dans le dème de Gortynie, dans le district régional d'Arcadie, dans la périphérie du Péloponnèse, en Grèce.
Selon le recensement de 2021, elle compte 52 habitants.